# Eustachy Grenier
Eustachy Grenier (zm. 15 czerwca 1123) – jerozolimski baron, łaciński lord Sydonu i Jerycha, pod koniec życia wybrany konetablem i regentem Królestwa Jerozolimy (1123).

## Życiorys
Pochodził z Beaurain-Château w Thérouanne w Hrabstwie Flandrii. W 1096 roku wziął udział w I wyprawie krzyżowej, w której towarzyszył Hugonowi II, hrabiemu Saint-Pol. Po zdobyciu Jerozolimy w 1099 osiadł w Outremerze i stał się jedną z najważniejszych postaci Królestwa Jerozolimskiego. Od 1101 roku był lordem Cezarei. W 1105 roku walczył przeciwko wojskom egipskie w III bitwie pod Ramlą, a w 1109 roku wziął udział w oblężeniu Trypolisu. Obok Pagana z Hajfy był jednym z emisariuszy króla Baldwina I, wysłanych, aby sprowadzić Wilhelma Jordana z Cerdagne oraz Bertranda z Tuluzy do Saint-Gilles, na posiedzenie mające rozstrzygnąć spór o dziedzictwo po Rajmundzie z Tuluzy i dalsze losy Trypolisu. 19 grudnia 1111 roku otrzymał od króla miasto Sydon jako lenno dziedziczne po tym, jak zostało ono zdobyte z pomocą norweskich krzyżowców Sigurda I. Niedługo potem ożenił się z Emelotą (lub Emmą), siostrzenicą patriarchy Arnulfa z Chocques. Żona wniosła mu w posagu miasto Jerycho, które było dotychczas posiadłością kościelną.
Brał udział w nieudanym oblężeniu Szajzaru i Tyru, który ostatecznie został zdobyty. Podczas tego drugiego oblężenia, Eustachy był odpowiedzialny za wykorzystanie machin oblężniczych. W 1123 roku Eustachego wybrano konetablem Jerozolimy i regentem, kiedy król Baldwin II przebywał w niewoli. Wtedy zdołał odeprzeć najazd egipski na królestwo, odnosząc zwycięstwo w bitwie pod Ibelinem, 29 maja 1123. Eustachy zmarł wkrótce potem. Na stanowisku konetabla i regenta zastąpił go Wilhelm I z Bures. Został pochowany w opactwie Św. Marii Łacińskiej w Jerozolimie.

## Potomstwo
Ze swoją żoną Emelotą miał następujących synów:
- Gerarda Greniera, znanego również jako Eustachy II, lorda Sydonu w latach 1123–? (dokładna data nie jest znana; między 1165 a 1171)
- Waltera I Greniera, lorda Cezarei w latach 1123–1154

Po jego śmierci Emma poślubiła innego możnego jerozolimskiego, Hugona II de Le Puiset.